# Famille de Monspey
La famille de Monspey est une famille subsistante de la noblesse française, d'extraction chevaleresque (filiation 1383), originaire de la Bresse, puis établie dans le Beaujolais. Elle a été admise à l'ANF en 1940.

## Filiation
- Antoine de Monspey (vivant vers 1416)[2], seigneur de la Tour de Replonges, marié à une fille de Pierre Guyot.
- Jacques Ier de Monspey (vivant en 1516), chevalier[3].
- Jacques II de Monspey (vivant en 1573)[3].
  - Louise de Monspey, fille unique de Jacques, mariée à Pierre de Seyturier, seigneur de la Verjonnière[3].
- Jean de Monspey (vivant au début du XVIIe)[2].
- Antoine de Monspey (1661-1736), marquis de Monspey, seigneur de Bionnay, comte de Vallières. Il épouse de CHAMPIER-RABUTIN Charlotte le mercredi 02 février 1678 par contrat Maitre PHILIBERT à Pressy-sousDondin (71), d'où 11 enfants 6 garçons et 5 filles.
  - Joseph-Henri de Monspey (1695-?), fils d'Antoine, marquis de Monspey, comte de Vallières. Il fut capitaine de dragons et chevalier de Saint-Louis.
    - Marie-Louise de Monspey (1733-1813), fille de Joseph-Henri[4], chanoinesse de Remiremont, mystique
    - Louis-Alexandre-Élysée de Monspey (1733-1822), fils de Joseph-Henri, marquis de Monspey, seigneur d'Arginy et de Vallières. Il fut député de la noblesse de la sénéchaussée de Villefranche aux États-généraux de 1789, lieutenant général (1814), grand-croix de Saint-Louis.
      - Louis de Monspey (1777-1848), fils de Louis-Alexandre-Élysée, marquis de Monspey, comte de Vallière. Il fut capitaine, chevalier de Saint-Louis, commandant de la garde nationale de Villefranche sur Saône, conseiller général (1823).

- Henry de Monspey (1844-1922), Saint-Cyr, promo 1862-1864 Puebla, colonel.
- Louis-Marie-Joseph-Henri de Monspey, (19 mai 1876 à Valframbert- 7 avril 1913 à Ouchy).

## Terres
- Arginy, Bionnay, la Tour de Replonges, Vallières.

## Châteaux et demeures
Liste non exhaustive des possessions tenues en nom propre ou en fief de la famille de Monspey :
- château d'Arginy ;
- château de Bionnay ;
- château de Luysandres, à Saint-Rambert-en-Bugey (ap. 1416-début XVIIe) ;
- château de Vallières ;
- Château de Montchervet ;
- Château de Beaulon.

## Titres
La famille de Monspey fut titrée marquis de Vallières en 1689,.
- Titre de courtoisie de comte

## Armes
| Famille de Monspey | D’argent, à deux chevrons de sable, au chef d'azur Devise : J'en rejoindray les pièces |